# Lega Latina

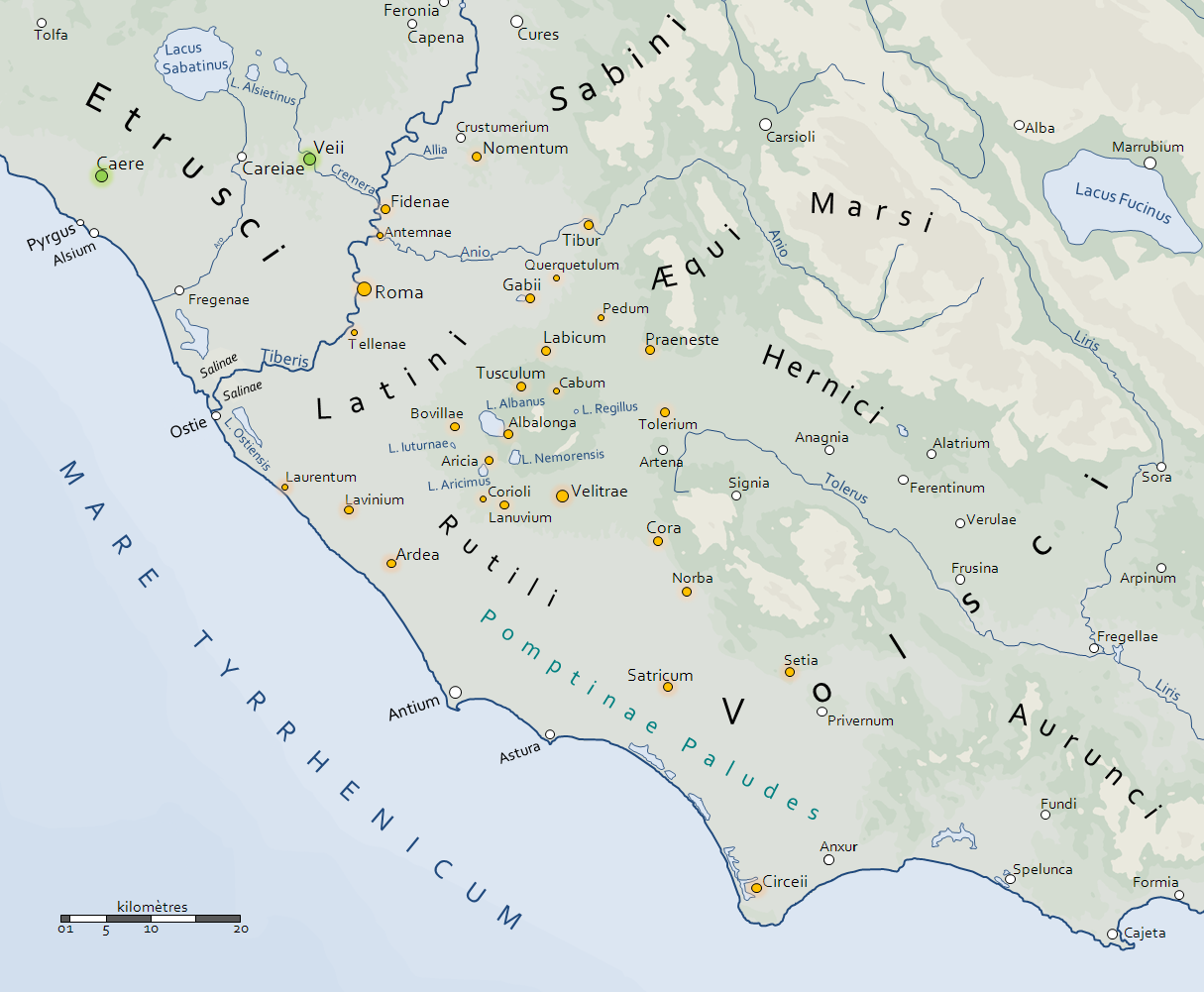
L'antico Latium vetus e i suoi principali centri abitati

La Lega Latina, anche detta dall'etrusco assemblea dei prisci Latini, era l'alleanza delle città-stato latine del Latium vetus.

## Composizione
Secondo Dionigi di Alicarnasso ne facevano parte: Alba Longa (che la presiedeva), Antemnae, Ardea, Aricia, Babento, Bovillae, Cabum, Cora, Carvento, Circei, Corioli, Corbione, Fidenae, Fortinea, Gabii, Labici, Lanuvio, Lavinio, Laurento, Nomentum, Norba, Praeneste, Pedum, Querquetulum, Satricum, Scaptia, Setia, Tellenae, Tibur, Tusculum, Tolerium e Velitrae.

## Centro della lega
Il santuario comunitario era sul Mons Albanus (attuale Monte Cavo): fondato secondo la tradizione da Ascanio, figlio di Enea, era dedicato a Iuppiter Latiaris (Giove Laziale) e vi si celebravano ogni anno le Feriae latinae, in cui tutte le città appartenenti alla Lega Latina si riunivano per sacrificare al dio un toro bianco, le cui carni erano poi distribuite tra tutti i partecipanti. Si trattava di un culto federale e la sua posizione presso Alba Longa testimonia l'egemonia che questa città doveva esercitare sugli altri centri della regione, tra cui doveva esserci in origine anche la stessa Roma. La piazza delle riunioni è stata identificata dallo studioso marinese Girolamo Torquati in località Prato della Corte.

## Storia
La Lega venne originariamente formata, più che altro, per finalità religiose. A partire dal VI a.C., ebbe anche la funzione politico-militare di costituire un'alleanza tra le diverse civitates, al fine di accordarsi per una reciproca protezione contro i nemici esterni. Inizialmente fu costituita da sole otto comunità. Si trattava di Tusculum, Aricia, Lanuvium, Tibur, Cora,  Laurentum e Ardea. A queste prime città se ne sarebbero aggregate altre, fino a comprenderne trenta. Durante il VI secolo a.C. il suo intervento riuscì a fermare gli Etruschi, che avevano tentato di imporre la loro egemonia su Ariccia.
Roma strinse un'alleanza con la Lega Latina nel 493 a.C.: secondo le tradizioni romane questa alleanza, nota come Foedus Cassianum, venne stipulata dopo la vittoria dei Romani nella Battaglia del Lago Regillo. Il Foedus regolava la suddivisione dei bottini di guerra tra Romani, Latini ed Ernici (questione che in seguito fu fonte di dispute e portò alla guerra Latina del 340-338 a.C.), attribuiva il comando delle campagne militari affrontate congiuntamente da Roma e dalla lega Latina ad un generale romano, la fondazione di colonie latine come colonie della lega ed infine la festa comune sul monte Albano. Tra Romani e prisci Latini sarebbe esistita una parità di condizioni (isopolitia).
È tuttora poco chiaro se il trattato abbia segnato l'ingresso di Roma nella Lega Latina come membro prominente, oppure se Roma e la Lega Latina siano rimaste realtà indipendenti, anche se alleate. Ad ogni modo l'alleanza con Roma contribuì a respingere gli attacchi di popolazioni sabelliche, come gli Equi ed i Volsci che intorno al 491 a.C. invasero il Lazio da sud.
Dopo la conquista di Veio, i componenti della Lega Latina dapprima considerarono sciolto il Foedus Cassianum, poiché iniziarono a temere a causa dell'eccessiva potenza romana, e in seguito, sconfitti da Roma, furono reintegrati in essa, ma con la piena supremazia della città vincitrice.
La Lega Latina fu sciolta da Roma al termine della Guerra latina (340-338 a.C.).